# 網野善右衛門

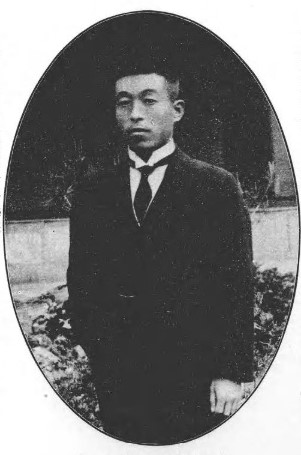
網野善右衛門

網野 善右衛門（あみの ぜんえもん、1843年2月9日（天保14年1月11日） - 1926年（大正15年）4月18日）は、明治時代の政治家、銀行家。貴族院多額納税者議員。

## 経歴
雨宮彦兵衛の二男として甲斐国東八代郡祝村（現・山梨県甲州市）に生まれる。1865年（慶応元年）同郡錦村の網野治郎右衛門の養子となり、1870年（明治3年）2月、家督を相続する。1872年（明治5年）11月、同村戸長に就任し、ついで八代郡第四区第五区蚕種製造世話掛、錦村副戸長、八代郡第五区長兼学区取締役、学区取締総理、学事会員嘱託を経て、1882年（明治15年）9月に錦村村会議員に当選した。
1884年（明治17年）9月、東八代郡錦生学校教育連合会議員に転じ、英村錦村所得税調査委員、東八代郡会議員、同郡参事会員、同郡所得税調査委員補欠などを経て、1902年（明治35年）1月、山梨県多額納税者として補欠選挙で貴族院議員に互選され、同年1月10日から1904年（明治37年）9月28日まで在任した。ほか、網野銀行の支配人を務めた。

## 栄典
- 勲四等旭日小綬章

## 親族
- 長男：網野善一（陸軍中尉、日露戦争で戦死。）[2]
- 婦：満つの（善一妻、衆議院議員・広瀬久政妹）[2]
- 養孫：網野善右衛門（本名勝丸。広瀬久政・さと（善右衛門の妹。雨宮彦兵衛の三女[5]）の二男。善一・満つのの長女さちえの夫）[6]
- 曽孫：網野善彦（歴史学者。2代善右衛門・さちえの四男）[6]